# Charles de Bannes d'Avéjan
Charles de Bannes d'Avéjan (1688 - 23 mai 1744, Alès) est un prélat, évêque d'Alais.

## Biographie
Il est le fils de Denis de Bannes, comte d'Avéjan et Louise-Élisabeth Vallot. Il fut aumônier de la duchesse de Berry avant d'être nommé évêque d'Alais en 1721.